# Ergebnisse der Kommunalwahlen in Schwabach
In den folgenden Listen werden die Ergebnisse der Kommunalwahlen in Schwabach aufgelistet. Es werden die Ergebnisse der Stadtratswahlen seit 1996 angegeben.
Es werden nur diejenigen Parteien und Wählergruppen aufgelistet, die bei wenigstens einer Wahl mindestens zwei Prozent der gültigen Stimmen erhalten haben. Bei mehrmaligem Überschreiten dieser Grenze werden auch Ergebnisse ab einem Prozent aufgeführt.

## Parteien
- CSU: Christlich-Soziale Union in Bayern
- FDP: Freie Demokratische Partei
- Grüne: Bündnis 90/Die Grünen
- LINKE: Die Linke
- ÖDP: Ökologisch-Demokratische Partei
- SPD: Sozialdemokratische Partei Deutschlands
- STATT: Statt Partei

## Wählergruppen
- FW: FREIE WÄHLER
  - 1996 und 2002 als: FREIE WÄHLER-Neutraler Block
- WI Kw02:  Wählerinitiative Kommunalwahl 2002

## Abkürzungen
- unbek.: unbekannt
- Wbt.: Wahlbeteiligung

## Stadtratswahlen
Stimmenanteile der Parteien in Prozent
| Jahr | Wbt.   | CSU  | SPD  | Grüne | FW  | FDP | LINKE | ÖDP | WI Kw02 | STATT |
| ---- | ------ | ---- | ---- | ----- | --- | --- | ----- | --- | ------- | ----- |
| 1996 | unbek. | 36,4 | 40,1 | 10,9  | 6,1 | 4,0 | -     | -   | -       | 2,4   |
| 2002 | 58,2   | 36,3 | 35,9 | 9,0   | 8,7 | 5,4 | -     | 2,1 | 2,6     | -     |
| 2008 | 57,9   | 40,5 | 31,3 | 11,8  | 9,0 | 4,1 | -     | 1,9 | 1,4     | -     |
| 2014 | 51,1   | 44,8 | 28,1 | 15,9  | 8,7 | 2,4 | -     | -   | -       | -     |
| 2020 | 52,7   | 35,8 | 25,2 | 23,8  | 8,6 | 3,7 | 2,9   | -   | -       | -     |

Sitzverteilung
Des Weiteren ist zu beachten, dass neben den gewählten Stadträten auch der Oberbürgermeister dem Gremium „Stadtrat“ angehört. Die in diesem Absatz als Gesamtzahl an Sitzen genannte Zahl berücksichtigt nur die Stadträte ohne Oberbürgermeister.
Die folgende Aufstellung gibt die Sitzverteilung an, die sich aus dem jeweiligen Wahlergebnis ergeben hat.
| Jahr | Gesamt | CSU | SPD | Grüne | FW | FDP | LINKE | ÖDP | WI Kw02 | STATT |
| ---- | ------ | --- | --- | ----- | -- | --- | ----- | --- | ------- | ----- |
| 1996 | 401    | 15  | 16  | 4     | 3  | 1   | -     | -   | -       | 1     |
| 2002 | 401    | 15  | 15  | 3     | 4  | 2   | -     | -   | 1       | -     |
| 2008 | 401    | 17  | 13  | 6     | 3  | 1   | -     | -   | -       | -     |
| 2014 | 401    | 18  | 11  | 6     | 4  | 1   | -     | -   | -       | -     |
| 2020 | 401    | 14  | 10  | 10    | 3  | 2   | 1     | -   | -       | -     |

Fußnoten
1 Dem Gremium „Stadtrat“ gehört neben den Stadträten auch noch der Oberbürgermeister an.